# Стоян Йорданов

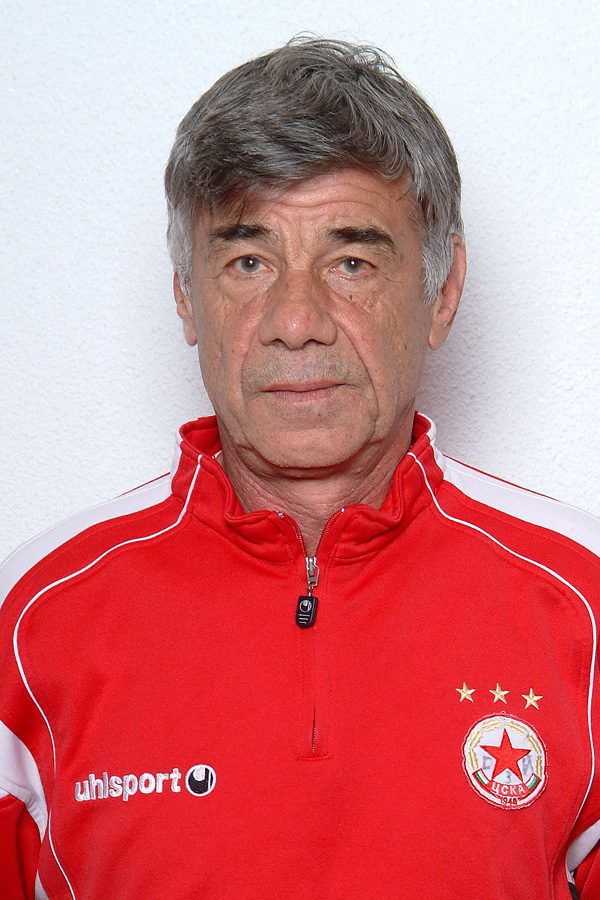

Стоян Йорданов (болг. Стоян Йорданов, нар. 29 січня 1944, Софія) — болгарський футболіст, що грав на позиції воротаря. Виступав, зокрема, за ЦСКА (Софія), а також національну збірну Болгарії.

## Клубна кар'єра
Вихованець клубу «Академік» (Софія), з якого 1961 року потрапив до структури ЦСКА (Софія).
12 травня 1963 року дебютував у першій команді «армійців» в матчі проти «Хіміка» (Димитровград), зберігши свої ворота в недоторканності (4:0). Він залишався в ЦСКА до 1977 року, провівши за клуб 241 матч в елітному чемпіонаті і став за цей час є 7-разовим чемпіоном Болгарії та 5-разовим володарем Кубка Болгарії. У сезоні 1966/67 він був частиною команди, яка дійшла до півфіналу Кубка європейських чемпіонів. Утримує рекорд найдовшої серії без пропущених голу в групі А — у сезоні 1970/71 Йорданов залишав свої ворота «сухими» протягом 1202 хвилин.
Протягом сезону 1977/78 років захищав кольори клубу «Слівен», а завершив ігрову кар'єру у команді «Черно море», за яку провів 3 гри у чемпіонаті в сезоні 1978/79.

## Виступи за збірну
У складі збірної до 18 років брав участь у чемпіонаті Європи серед юніорів 1962 року в Румунії, на якому болгари не вийшли з групи.
10 квітня 1968 року дебютував в офіційних матчах у складі національної збірної Болгарії в грі відборі на Олімпійській ігри 1968 року проти ФРН (4:1). Пройшовши німців, болгари кваліфікувались у фінальну частину Олімпійських ігор у Мексиці, де здобули срібні медалі. На турнірі Йорданов зіграв у 5 іграх, в тому числі і у програному фінальному матчі.
Згодом у складі збірної Йорданов був учасником чемпіонату світу 1970 року у Мексиці. Він був запасним воротарем і відіграв лише останню гру проти Марокко (1:1), після того, як основний голкіпер Сімеон Сімеонов пропустив вісім голів у перших двох матчах і болгарська команда програвши ті матчі вже втратила шанси на вихід з групи.
Загалом протягом кар'єри у національній команді, яка тривала 8 років, провів у її формі 25 матчів.

## Тренерська кар'єра
По завершенні кар'єри гравця повернувся в ЦСКА (Софія), де працював тренером воротарів періоди з літа 1979 по 1983, з 1984 по 1985, з 1990 по 1994, з 2000 по 2003, в 2005 і з 2007 по 2008 роки, а в травні 2002 року недовго був в.о. головного тренера ЦСКА після уходу італійця Луїджі Сімоні.
Також працював тренером воротарів збірної Болгарії за часів Христа Стоїчкова з 2004 року, тренером молодіжної збірної Болгарії та головним тренером «Монтани». 
З січня 2009 року він був помічником тренера у саудівському «Аль-Аглі» (Джидда) в штабі свого співвітчизника Стойчо Младенова.

## Титули і досягнення
- Чемпіон Болгарії (7):

ЦСКА (Софія): 1961/62, 1965/66, 1968/69, 1971/72, 1972/73, 1974/75, 1975/76
- Володар Кубка Болгарії (5):

ЦСКА (Софія): 1964/65, 1968/69, 1971/72, 1972/73, 1973/74
- Срібний олімпійський призер: 1968